# Società Sportiva Calcio Giugliano 1998-1999
Questa voce raccoglie le informazioni riguardanti la Società Sportiva Calcio Giugliano nelle competizioni ufficiali della stagione 1998-1999.

## Sponsor
Lo sponsor tecnico è Errea, mentre lo sponsor ufficiale è Giugliano Città della Mela Annurca.